# Ilan Van Wilder
Ilan Van Wilder (* 14. května 2000) je belgický profesionální silniční cyklista jezdící za UCI WorldTeam Soudal–Quick-Step. V říjnu 2020 byl jmenován na startovní listině Vuelty a España 2020.

## Hlavní výsledky
2017
2. místo La Route des Géants
Driedaagse van Axel
6. místo celkově
 vítěz soutěže mladých jezdců
6. místo La Philippe Gilbert Juniors
Aubel–Thimister–La Gleize
6. místo celkově
7. místo La Classique des Alpes Juniors
Oberösterreich Juniorenrundfahrt
8. místo celkově
Course de la Paix Juniors
8. místo celkově
GP Général Patton
9. místo celkově
2018
vítěz Nokere Koerse Juniors
Mistrovství Evropy
 2. místo časovka juniorů
4. místo silniční závod juniorů
Národní šampionát
2. místo časovka juniorů
Giro della Lunigiana
2. místo celkově
Oberösterreich Juniorenrundfahrt
2. místo celkově
3. místo Guido Reybrouck Classic
Aubel–Thimister–Stavelot
5. místo celkově
Driedaagse van Axel
6. místo celkově
vítěz 2. etapy (ITT)
Mistrovství světa
7. místo časovka juniorů
GP Général Patton
7. místo celkově
8. místo Gent–Wevelgem Juniors
Course de la Paix Juniors
9. místo celkově
2019
Le Triptyque des Monts et Châteaux
 vítěz soutěže mladých jezdců
Národní šampionát
3. místo časovka do 23 let
Tour de l'Avenir
3. místo celkově
Orlen Nations Grand Prix
3. místo celkově
Grand Prix Priessnitz spa
4. místo celkově
vítěz 2. etapy
Ronde de l'Isard
7. místo celkově
Mistrovství Evropy
9. místo časovka
2020
Mistrovství Evropy
 3. místo časovka do 23 let
2021
Národní šampionát
4. místo časovka
Settimana Internazionale di Coppi e Bartali
10. místo celkově
2022
Vuelta a Burgos
5. místo celkově
Tour de La Provence
6. místo celkově
2023
Deutschland Tour
 celkový vítěz
 vítěz soutěže mladých jezdců
vítěz 1. etapy
vítěz Tre Valli Varesine
Volta ao Algarve
3. místo celkově
3. místo Trofeo Serra de Tramuntana
Tour de Pologne
4. místo celkově
Tour de Luxembourg
4. místo celkově
Národní šampionát
5. místo časovka
2024
5. místo Trofeo Serra de Tramuntana
5. místo Trofeo Pollença – Port d'Andratx
9. místo Trofeo Calvià

### Výsledky na Grand Tours
| Grand Tour      | 2020 | 2021 | 2022 | 2023 | 2024 |
| --------------- | ---- | ---- | ---- | ---- | ---- |
| Giro d'Italia   | —    | —    | —    | 12   | —    |
| Tour de France  | —    | —    | —    | —    | 26   |
| Vuelta a España | DNF  | —    | 40   | —    |      |

| —   | Nezúčastnil se |
| DNF | Nedokončil     |